# Brunettia sedlacekae
Brunettia sedlacekae är en tvåvingeart som beskrevs av Quate 1967. Brunettia sedlacekae ingår i släktet Brunettia och familjen fjärilsmyggor. Inga underarter finns listade i Catalogue of Life.